# حسام البارودی
حسام البارودی (انگلیسی: Hossam El-Baroudi؛ زادهٔ ۸ سپتامبر ۱۹۵۰) بازیکن واترپلو اهل مصر بود.